# Numenes albofascia
Numenes albofascia är en fjärilsart som beskrevs av John Henry Leech 1888. Numenes albofascia ingår i släktet Numenes och familjen tofsspinnare. Inga underarter finns listade i Catalogue of Life.